# Terrorismo

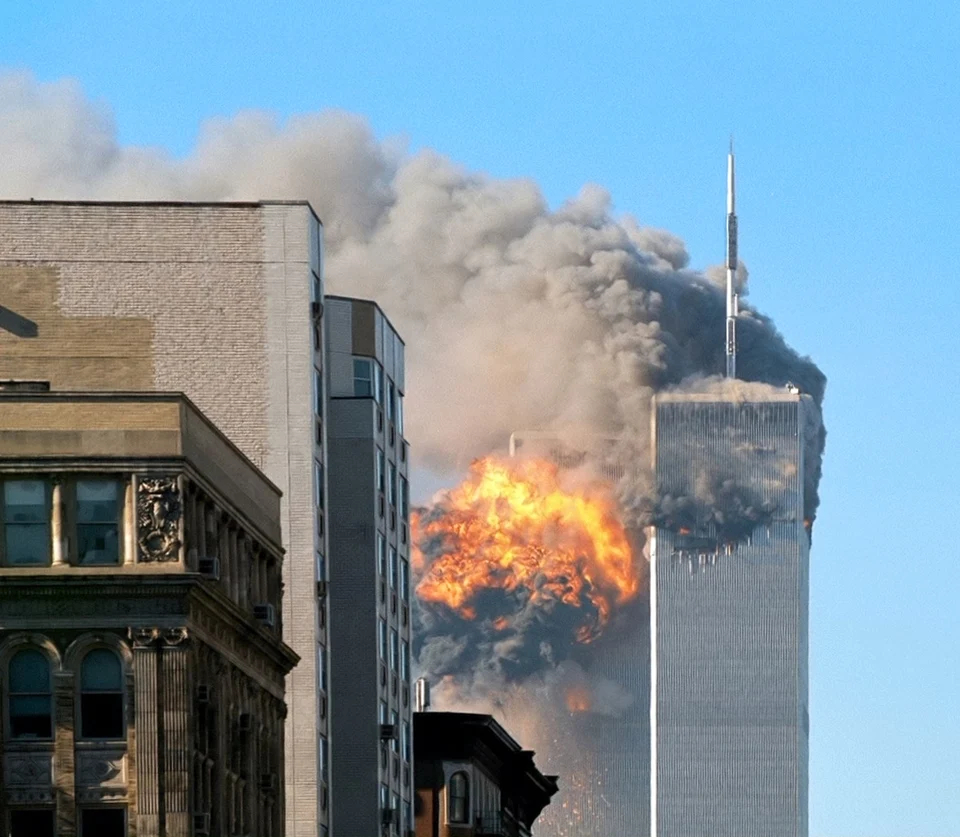
Il volo United Airlines 175 colpisce la Torre Sud del World Trade Center durante gli attacchi dell'11 settembre 2001 a New York City

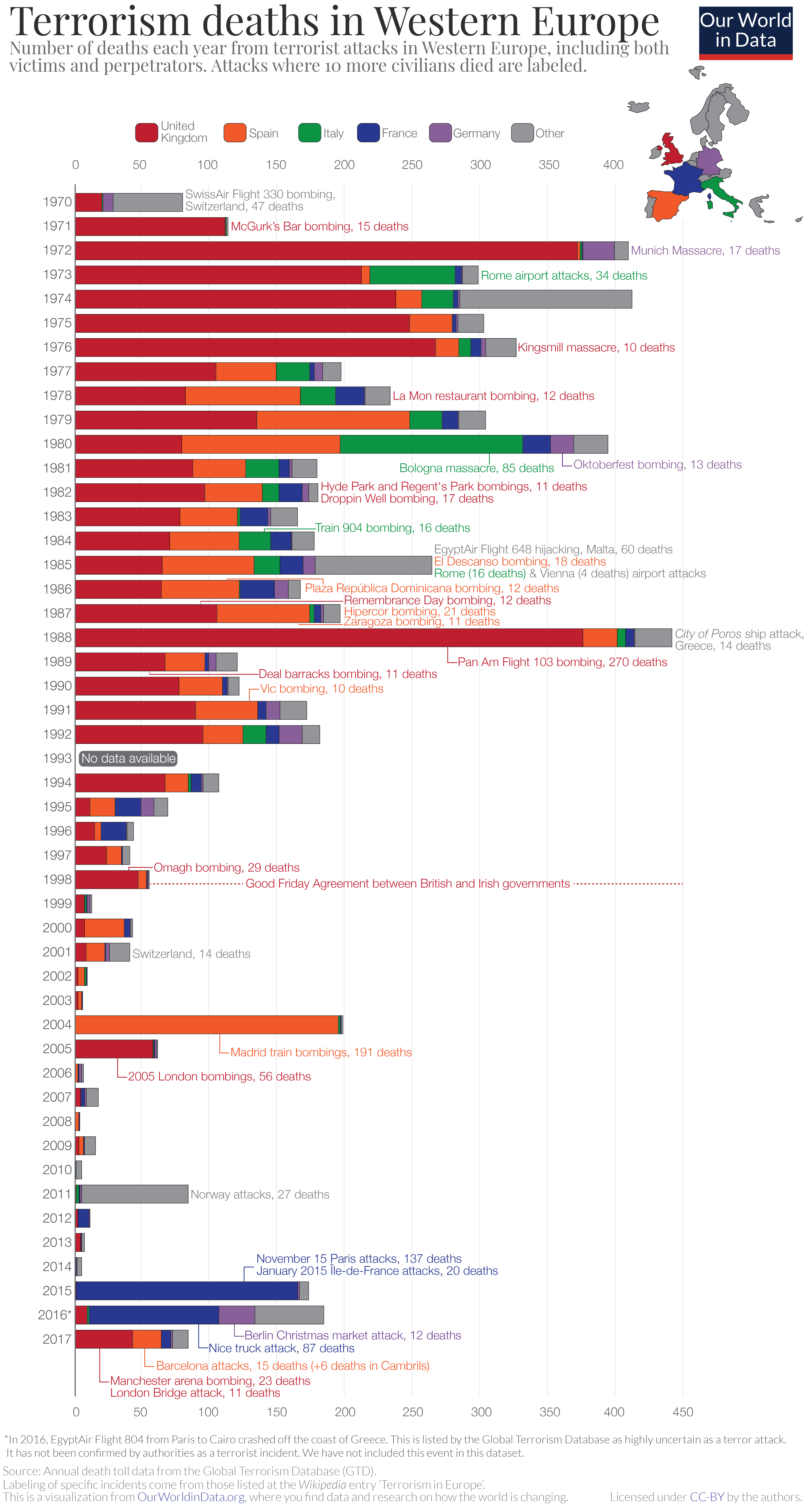
Attentati terroristici in Europa dal 1970 al 2017

Il termine terrorismo nel diritto internazionale, soprattutto in ambito penale, indica azioni criminali violente premeditate aventi lo scopo di suscitare terrore nella popolazione tra le quali attentati, omicidi, stragi, sequestri, sabotaggi, dirottamenti ed altri eventi che causino danno di collettività ad entità quali istituzioni statali, enti pubblici, governi, esponenti politici e pubblici, gruppi politici, etnici e religiosi.

## Storia

### Dall'età antica al XIX secolo
Fenomeni analoghi rimontano comunque alle congiure nella Grecia antica e dell'Impero romano, ma si trattò di gruppi o singoli individui che incutevano terrore e intimidazione per fini di predominio (o in quanto esecutori di mandanti con tali finalità). Nel XIX secolo diventa preminente il fine sociale e ideologico, l'ambizione di incidere su un'intera società, di prospettare un'eversione del regime politico.
Una svolta avvenne con l'attentato del repubblicano italiano Giovanni Pianori a Napoleone III, nel gennaio 1855, che per la prima volta nella storia ebbe importanti ripercussioni a livello di diritto internazionale: in seguito alla fuga degli attentatori in Belgio venne approvata una convenzione secondo la quale gli attentati contro capi di Stato stranieri o loro familiari non erano da considerarsi reati politici, pertanto i responsabili potevano essere estradati. Nello stesso periodo apparve sulla scena politica la Fratellanza Repubblicana Irlandese (Irish Republican Brotherhood), che aggiunse un nuovo elemento al terrorismo: il carattere nazionale.

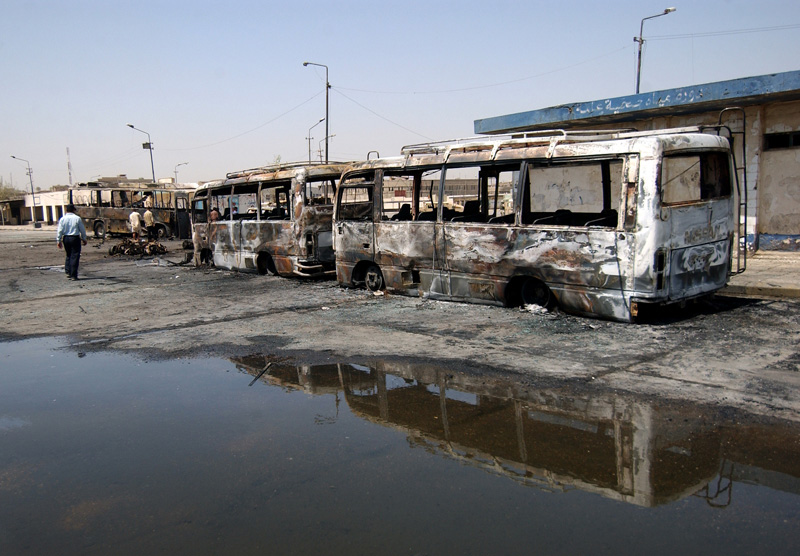
Attentato terroristico in Iraq

"Secondo William Wager Cooper, il terrorismo moderno sarebbe sorto nell'Ottocento con l'apparizione di movimenti quali Narodnaja Volja in Russia, l'Irish Republican Brotherhood o la Federazione rivoluzionaria armena. Robert Kaplan vi aggiunge alcuni movimenti antiottomani dei Balcani, come l'Organizzazione rivoluzionaria interna macedone. Ma non dobbiamo dimenticare altre correnti nazionaliste, come i democratici italiani e ungheresi, attivi soprattutto dopo il fallimento delle insurrezioni del 1848, o i democratici tedeschi, tra cui Karl Heinzen, il teorico degli attentati suicidi, o la Mano nera serba e la Giovane Bosnia, queste ultime alleate nell'organizzazione dell'attentato di Sarajevo nel giugno del 1914. Il terrorismo era nel frattempo diventato anche l'arma prediletta di altre correnti politiche: i populisti russi, già menzionati, vari movimenti nichilisti e anarchici (gli unici estranei al nazionalismo) e il Ku Klux Klan, nato dopo la sconfitta dei confederati negli Stati Uniti".
Fra la fine del XIX secolo e l'inizio del XX secolo, anarchici italiani si resero protagonisti di attentati dinamitardi o di altra forma.

### Il terrorismo rivoluzionario tra il XIX e XX secolo

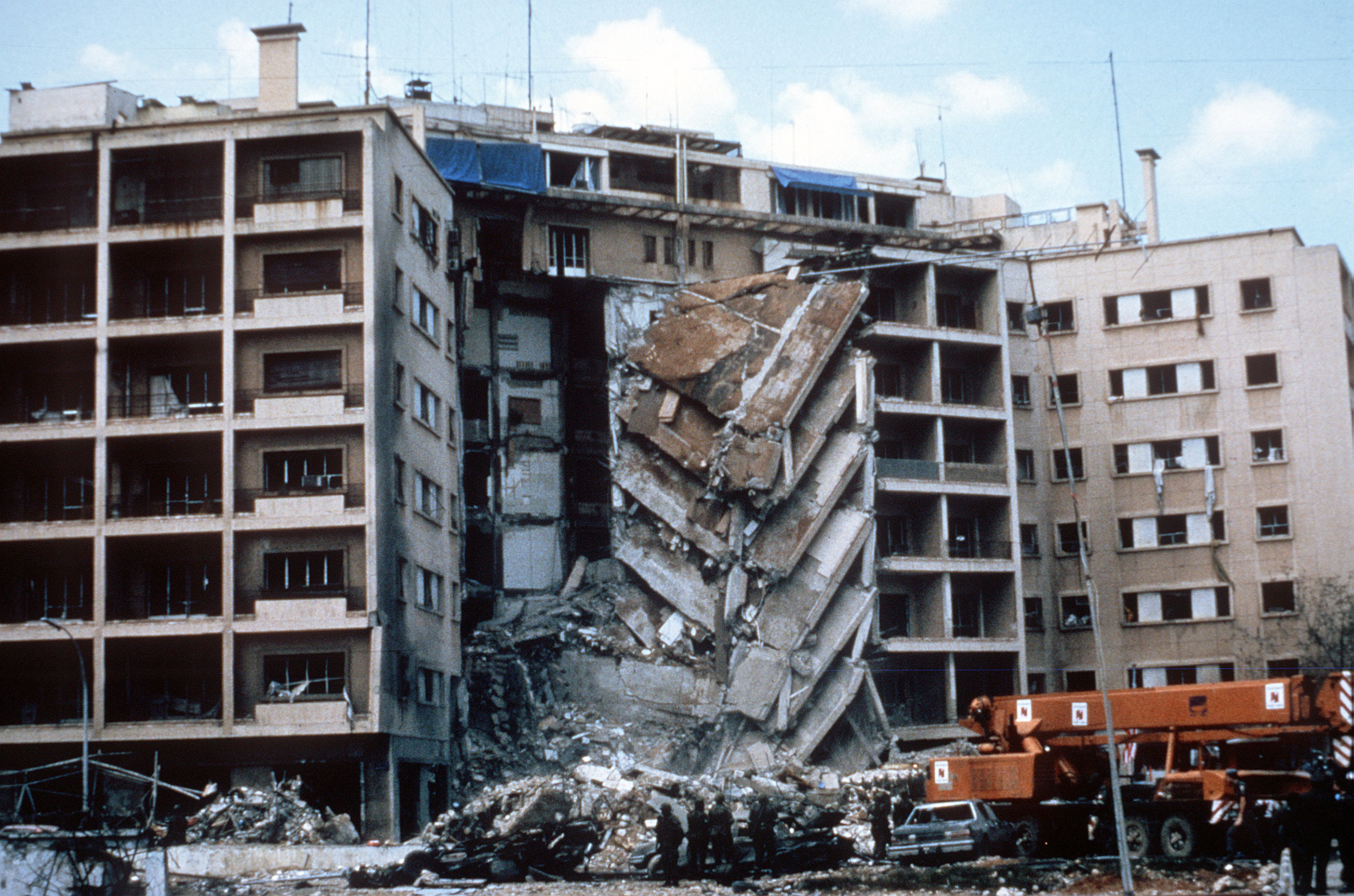
Una vista dei danni all'ambasciata degli Stati Uniti all'indomani del bombardamento di Beirut del 1983 causato dall'Organizzazione della Jihad islamica e da Hezbollah

Questo periodo storico è segnato dall'attività, anche terroristica, di un vasto assortimento di movimenti politici, dai fenomeni italiani definiti di brigantaggio, comprensivi di vere e proprie organizzazioni strettamente anti sabaude a seguito dell'unità, ai moti indipendentisti a seguito dei settecenteschi moti rivoluzionari sardi, moltissimi fermenti nazionalisti e irredentisti in Europa e nel mondo (è ancora attuale l'eco di quelli relativi all'indipendenza irlandese), e ancora anarchici e patrioti di numerose aree geografiche e nazionalità indipendenti. Essi rivendicavano o un nuovo modello di società (anarchici) o cercavano di ottenere libertà e/o riconoscimenti per i loro popoli (uno per tutti: il serbo Gavrilo Princip, che uccise l'arciduca d'Austria, provocando lo scoppio della prima guerra mondiale). A seconda dei successivi eventi storici, spesso i responsabili dei fatti di sangue vennero classificati di volta in volta appunto irredentisti, briganti, patrioti o semplicemente criminali. Rappresentativo ed emblematico il caso di Felice Orsini, alternativamente presentato come eroe risorgimentale o terrorista, e delle organizzazioni segrete o militari come l'originario Irish Republican Army (allora Esercito dei Volontari Irlandesi) o la Carboneria, considerate terroristiche dagli allora legittimi governanti dei territori interessati.
Dopo la seconda guerra mondiale che il termine è tornato in auge in riferimento a vari movimenti di liberazione dai gioghi coloniali soprattutto in Algeria, Kenya, Palestina, durante i quali lo stesso tipo di eventi veniva definito o terroristico o legittimo a seconda della fazione in causa.

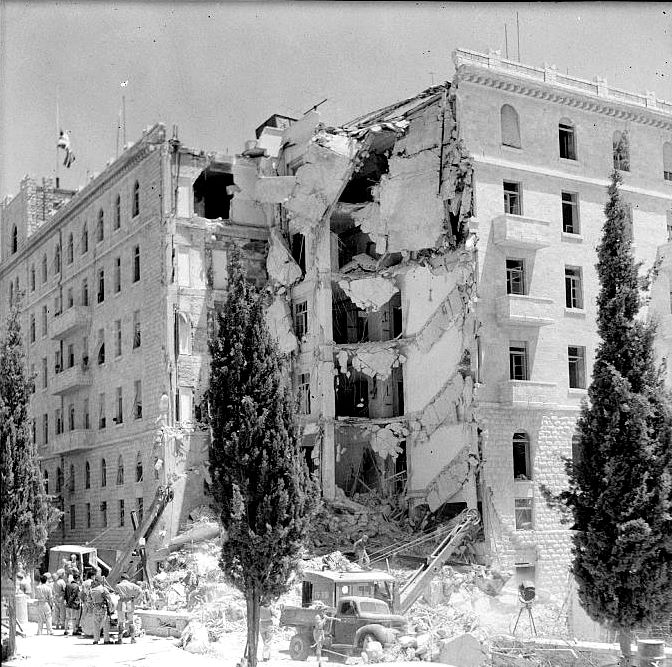
Conseguenze dell'attentato al King David Hotel da parte del gruppo militante sionista Irgun, luglio 1946

Nel periodo tra il 1945 e il 1989 il mondo fu caratterizzato da un ordine bipolare, a cui si uniformò anche il terrorismo, diviso ideologicamente in terrorismo di destra e di sinistra e appoggiato, sempre non ufficialmente, dall'una o dall'altra delle due grandi potenze.
- Sono affiorati contatti fra i servizi segreti dell'Unione Sovietica con alcune organizzazioni terroristiche di sinistra nel corso degli anni settanta. Soprattutto i gruppi terroristici tedesco-occidentali (Rote Armee Fraktion o Banda Baader Meinhof), Palestinesi (OLP e Settembre Nero), francesi (Action directe) e italiani (Brigate Rosse) si ritiene abbiano avuto appoggi logistici e finanziari da parte dell'Unione Sovietica e dei Paesi socialisti centro europei. Fermo restando la certezza di questi contatti, non è tuttora chiaro se i paesi del Patto di Varsavia abbiano anche avuto un ruolo di guida o di indirizzamento dell'attività di questi gruppi o, come appare più probabile, si siano limitati a fornire un appoggio esterno, senza essere coinvolti nel processo decisionale. È stato inoltre ipotizzato, anche basandosi su dichiarazioni di Mehmet Ali Ağca, che nell'attentato al papa Giovanni Paolo II fossero coinvolti i servizi segreti di alcuni paesi del patto di Varsavia.
- Gli Stati Uniti finanziarono e diedero appoggio militare a gruppi paramilitari di carattere terrorista, come i Contras in Nicaragua o le Brigadas de la muerte in El Salvador. Appoggiarono inoltre i colpi di stato militari e i regimi dittatoriali in paesi come il Cile, Cuba (prima della rivoluzione castrista), l'Iran, la Grecia e la Cambogia.
- Nel 1995 si è verificato in occidente un grave atto di terrorismo interno, l'attentato al palazzo Federale di Oklahoma City per opera di due terroristi americani di estrema destra, che fu anche la prima azione negli Stati Uniti di un gruppo terroristico "autoctono" e non straniero; peraltro, ebbe luogo nello stesso paese l'Attentato al World Trade Center del 1993.
- Il 7 agosto 1998 le ambasciate statunitensi in Kenya e in Tanzania sono state colpite da due autobombe, provocando 224 morti e circa 4000 feriti: Osama bin Laden, leader di al-Qa'ida, ha rivendicato la responsibilità degli attentati dinamitardi.
- Un attentato terroristico ha inaugurato il nuovo millennio l'11 settembre 2001, quando 19 terroristi islamici hanno compiuto diversi attentati contemporanei nel territorio degli Stati Uniti d'America, dirottando quattro aerei e facendone schiantare tre contro il World Trade Center e il Pentagono. Gli attacchi, avvenuti in una forma estremamente distruttiva e spettacolare, hanno provocato per reazione un'alleanza internazionale che ha dato una nuova dimensione alla lotta, presentata come una vera e propria guerra internazionale contro il terrore. L'intensità della coalizione è stata notevolmente influenzata dal fatto che a essere colpita è stata l'unica potenza globale (gli Stati Uniti); tuttavia l'unità di tale fronte anti-terrore si è incrinata in seguito all'intervento militare delle forze della coalizione in Iraq, deciso autonomamente e sulla base di prove inconsistenti dai soli Stati Uniti. Grazie all'individuazione di al-Qa'ida come artefice dell'attentato al World Trade Center e al Pentagono, le organizzazioni terroristiche islamiche di stampo religioso hanno avuto una enorme spinta propulsiva che ha portato ad attacchi compiuti in Europa, azioni dei ribelli ceceni in Russia, attentati in Estremo Oriente (tra cui in Indonesia e nelle Filippine) e in Egitto.

### Il XXI secolo e il terrorismo

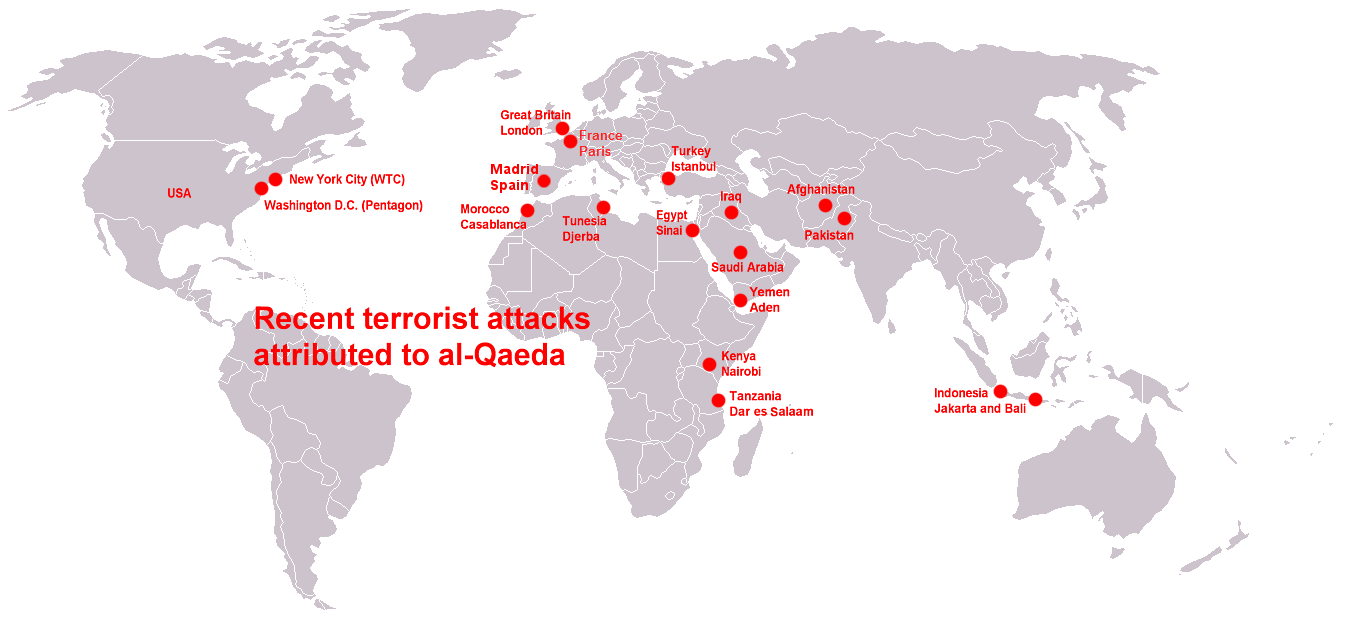
Mappa degli attentati terroristici di al-Qa'ida al 2015

Il nuovo secolo ha avuto inizio con una recrudescenza a livello mondiale del terrorismo di matrice fondamentalista islamista, con i tristemente noti attentati dell'11 settembre 2001 alle Torri Gemelle di New York. La risposta degli USA è giunta con l'operazione militare in Afghanistan, avente ufficialmente quale scopo principale quello di porre sotto il proprio controllo le aree geografiche dove si suppone al-Qa'ida avesse base. Successivamente gli Stati Uniti e alcuni alleati hanno messo in atto una invasione dell'Iraq, paese che non aveva avuto alcuna relazione con al-Qa'ida ma che rappresentava l'obiettivo principale di quello che il presidente USA George W. Bush definiva l'Asse del Male.
Le due operazioni militari, pur instaurando governi di ispirazione occidentale nei paesi, non hanno portato all'eliminazione di al-Qa'ida. Molti osservatori ritengono anzi che la strategia armata statunitense abbia solo acuito il conflitto, trasformando un paese prima estraneo al terrorismo, l'Iraq, in un vero e proprio focolaio di organizzazioni guerrigliere o terroriste. Infatti, i successivi grandi attentati - Madrid (11 marzo 2004) e Londra (7 luglio 2005) - sono stati ufficialmente attribuiti all'organizzazione islamica e hanno colpito capitali di stati partecipanti all'occupazione militare dell'Iraq.
Sia negli USA, con il Patriot Act, sia in altri paesi occidentali, l'emergenza antiterroristica ha portato inoltre alla modificazione di molti aspetti legali relativi ai diritti della persona e alle possibilità di indagine.
In Italia ciò è avvenuto in particolar modo con un appesantimento delle leggi speciali varate nel periodo degli anni di piombo, con l'ampliamento dei compiti della polizia di prevenzione e con l'inasprimento della sanzione per i reati associativi e di pericolo presunto.
In Italia negli anni 2000 la preoccupazione per attentati di matrice islamista si è saldata a quella per atti di terrorismo di natura politica, anche se di dimensione enormemente più lieve. Gruppi di estrema sinistra (poi scoperte essere varie sigle facenti parte delle nuove Brigate Rosse ispirate alla componente cosiddetta della Prima Posizione) hanno compiuto due omicidi - Massimo D'Antona (Roma 1999) e Marco Biagi (Bologna 2003), entrambi consulenti del Ministero del lavoro e delle politiche sociali - e altre azioni dimostrative quali bombe inesplose, o esplose in luoghi deserti e poi rivendicate. L'organizzazione è stata comunque smantellata dagli inquirenti tra il marzo 2003 (con l'arresto di Nadia Desdemona Lioce) e il novembre 2003 quando anche gli altri appartenenti alla banda armata, priva di qualunque continuità operativa e di prospettiva strategica, sono stati arrestati. Si sono inoltre registrati alcuni attentati con pacchi bomba confezionati artigianalmente a istituzioni e caserme, attribuiti dagli inquirenti al "terrorismo" di matrice anarco-insurrezionalista. Da quanto emerge dal Rapporto 2006 di Europol sul terrorismo, presentato al Parlamento europeo, nel 2006 in Italia ci sono stati 11 attacchi, rivendicati da gruppi anarchici di matrice rossa e nera.
Nell'insieme la recrudescenza di questi fenomeni, nonostante il richiamo alle precedenti forme di lotta armata verificatasi in Italia negli anni settanta, non ha comportato quel pericolo per la stabilità dell'ordinamento costituzionale dello Stato che l'emergenza è volta a contrastare, né ha mostrato di ottenere credito e seguito a livello sociale.
Dal 2014 una nuova offensiva di matrice islamica, sotto l'egida di una pericolosissima organizzazione jihadista, l'ISIS (conosciuto anche come Stato Islamico o Daesh), proveniente dalla zona tra Siria e Iraq, nella quale ha istituito uno pseudo-califfato, compie attacchi in varie zone del mondo, come in Tunisia, Turchia e in Europa a Parigi (7-9 gennaio 2015 e 13 novembre 2015) e Bruxelles (22 marzo 2016) scatenando un intervento militare da parte di una coalizione internazionale contro l'organizzazione terroristica. Nasce il fenomeno dei Foreign Fighters, ovvero di combattenti provenienti da varie parti del mondo che fanno addestramento nei luoghi del califfato per poi tornare nei luoghi d'origine e compiere attentati, rendendo così questa nuova forma di terrorismo più difficile da estirpare. Nel frattempo al-Qāʿida diventa meno influente e si ramifica in varie organizzazioni site in Arabia Saudita, Yemen e alcuni paesi del centro Africa, ma protagonista ancora di attacchi sporadici.
Nel 2018 il governo degli USA ha accusato l'Iran di essere "il principale Stato sponsor del terrorismo a livello globale" a seguito del suo coinvolgimento nel conflitto siriano, mentre il presidente iraniano Hassan Rouhani ha accusato il governo USA di sostenere le organizzazioni terroristiche attive in Iran.

## Il dibattito sulla definizione

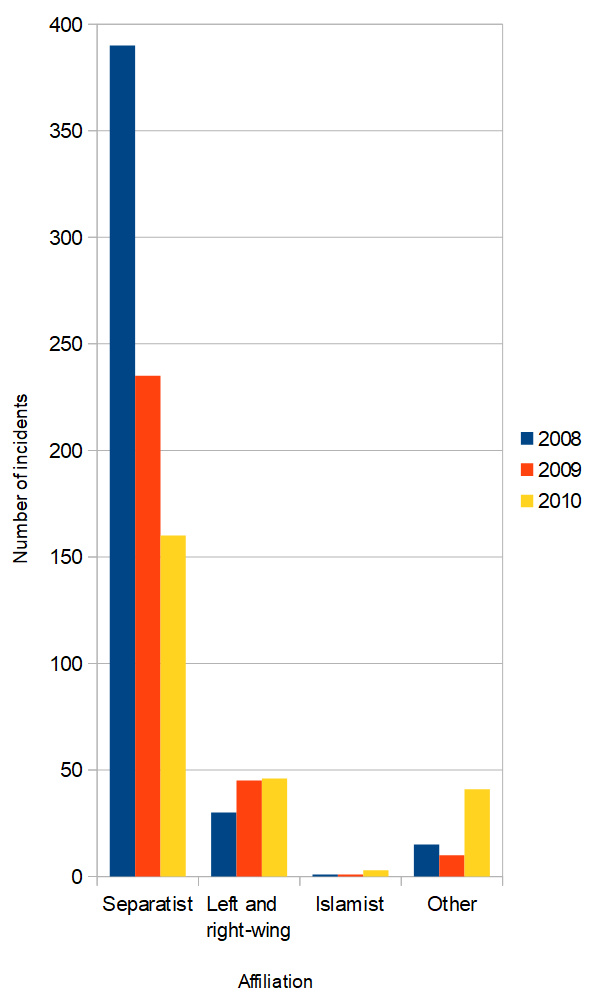
Numero di attacchi terroristici falliti, sventati o riusciti per anno e tipo all'interno dell'Unione europea

Un primo tentativo di darne una definizione fu nella Convenzione della Società delle Nazioni per la prevenzione e la punizione del terrorismo del 1937, mai entrata in vigore, che lo definiva come l'insieme dei: "fatti criminali diretti contro lo Stato in cui lo scopo è di provocare terrore nella popolazione o in gruppi di persone."
Nel 2001 l'Unione europea ha emanato la posizione comune 2001/931/PESC che ha definito gli atti terroristici come atti intenzionali, previsti dalle legislazioni nazionali come reato, che data la loro natura o il contesto possono seriamente danneggiare uno Stato o un'organizzazione internazionale, e sono commessi con il proposito di:
- intimidire seriamente la popolazione;
- costringere indebitamente i poteri pubblici o un'organizzazione internazionale a compiere o astenersi dal compiere un qualsiasi atto;
- destabilizzare gravemente o distruggere le strutture politiche, costituzionali, economiche o sociali fondamentali di un Paese o di un'organizzazione internazionale.

La Terrorist Organization Reference Guide è un prontuario operativo edito dal Dipartimento della Sicurezza Interna degli Stati Uniti d'America, in collaborazione con la Dogana e Polizia di Frontiera degli Stati Uniti e con la United States Border Patrol (Agenzia governativa federale in tema di immigrazione interna ed estera). Redige una sinossi, una lista delle principali caratteristiche dei singoli e dei gruppi, armati e no, qualificati come organizzazioni terroristiche internazionali.

## Caratteristiche

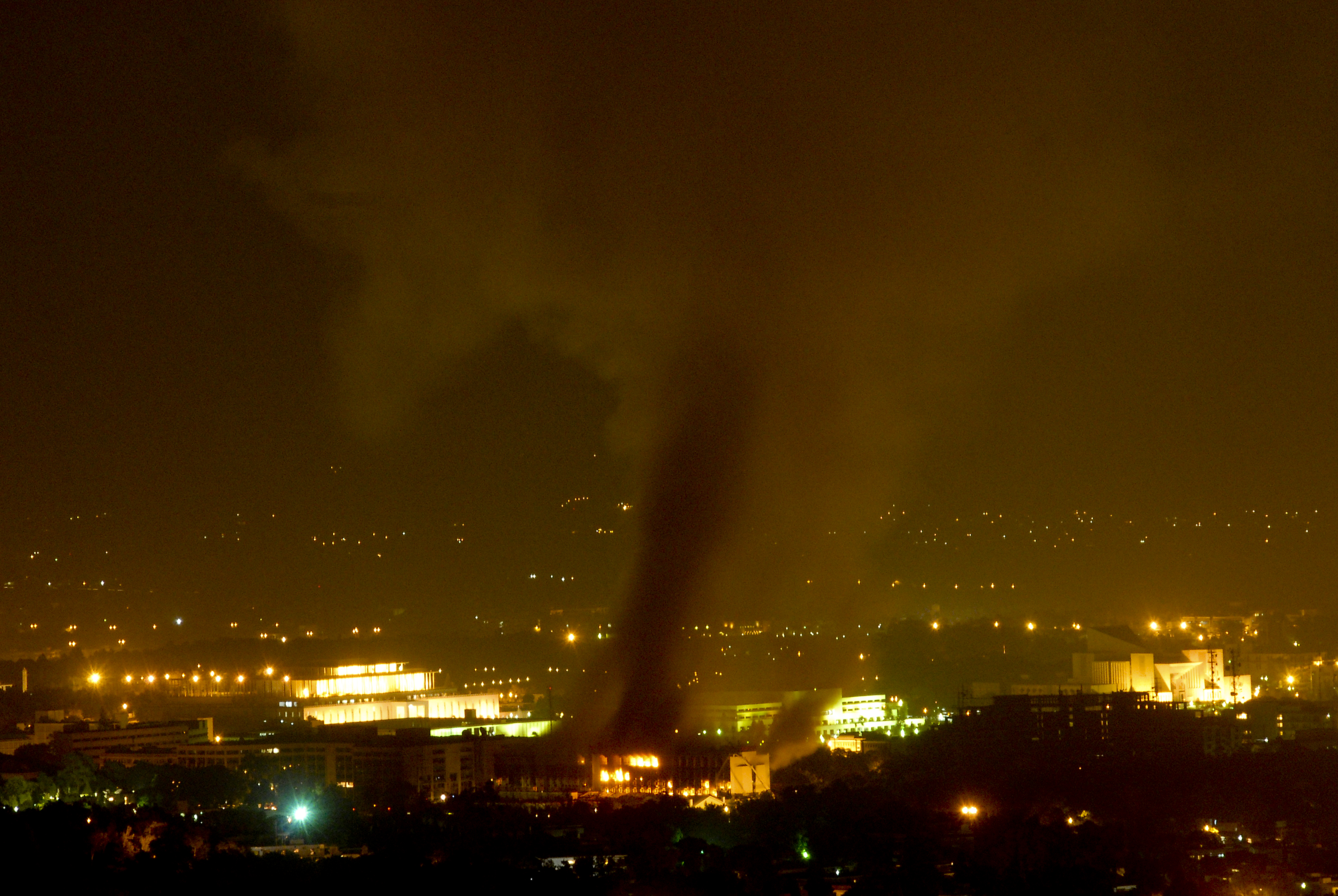
Attentato all'Islamabad Marriott Hotel. Negli ultimi anni circa 35.000 pakistani sono morti a causa di attacchi terroristici.

### Tratti generali
Le organizzazioni dedite a tale pratica vengono definite "organizzazioni terroristiche", mentre l'individuo è definito come "terrorista", termine che originariamente indicava un membro del governo in Francia durante il Regime del Terrore (1793-1794).
L’attribuzione di “organizzazione terroristica” è spesso fonte di ambiguità e di non univoca condivisione, nel caso di organizzazioni con finalità e scopi di utilità sociale differenziati o variati nel tempo (esempio limite il Terrorismo di Stato), soprattutto quando gli obiettivi o gli attori delle azioni riguardano personale o strutture militari.
Dato per certo un evento di tipo terroristico, sussistono incertezze se l’appellativo “terrorista” possa estendersi oltre all’esecutore materiale di attentati, ai mandanti, ai finanziatori, agli ideologi; definizione ulteriormente complicata nel caso gli esecutori siano militari.
Tentativi di contrasto al terrorismo, interno e internazionale, sono stati attuati dai governi con attività di intelligence e/o di polizia politica, con aumento di controlli di polizia e con provvedimenti legislativi di carattere emergenziale che hanno comportato un restringimento delle libertà e di diritti civili delle persone.

### Finalità e scopi

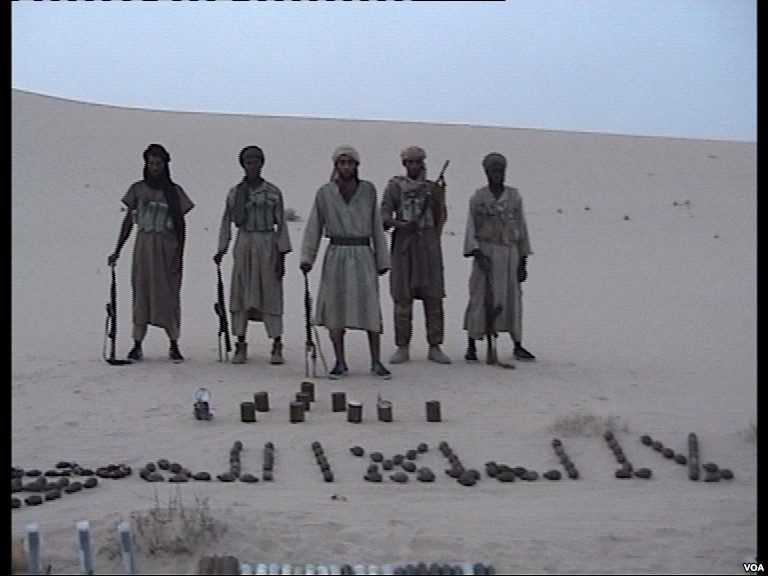
I membri di Al-Qaeda nel Magreb posano con le armi.

Generalmente i gruppi terroristici sono organizzazioni segrete costituite da un numero ridotto di individui: a volte i terroristi si considerano l'avanguardia di un costituendo esercito, dei guerriglieri che combattono per i diritti o i privilegi di un gruppo o pro/contro i predetti enti.
Gli atti terroristici hanno usualmente come obiettivo principale non tanto gli effetti diretti derivanti dai danni a persone o cose (morti e feriti inclusi), quanto quello delle loro ricadute indirette, come ad esempio la modifica di linea politica dei destinatari finali delle azioni o la risonanza mediatica che le stesse azioni conseguono grazie ai mezzi di comunicazione di massa. Scopo finale delle azioni può essere una modifica, anche radicale di uno status quo, così come paradossalmente il suo mantenimento terroristico, richiamano attenzione, apportando eventualmente nuovi aderenti alla causa.
Questa è la sintesi, mediata, di una voce per cui non esiste una definizione universalmente condivisa, da cui origina il reiterato aforisma in inglese: One man's terrorist is another man's freedom fighter (Colui che è un terrorista per qualcuno è un guerriero della libertà per qualcun altro).

### L'estensione del fenomeno alle masse
Per i precitati motivi alcune azioni terroristiche prendono di mira persone, monumenti, edifici o luoghi con un forte valore simbolico, positivo o negativo, molto presenti nell'immaginario popolare. A questo punto occorre distinguere i casi in cui le azioni mirino a un successivo coinvolgimento popolare, da quelle che non hanno alle spalle questo tipo di visione ideologica.
Se lo scopo del gruppo non è l'estensione a più larghi strati della popolazione delle motivazioni all'origine dei suoi gesti ai fini di una successiva sollevazione popolare, questa serie di azioni scoraggia la massa dall'opporvisi, con il conseguente diffondersi di un'atmosfera di intimidazione.
Funzionale a questo effetto di risonanza può quindi essere anche l'efferatezza, la ferocia e l'enormità dei gesti stessi di distruzione: sequestrare cento bambini in una scuola può essere in questo caso più efficace, ai fini della strategia del terrore, che sterminare cento militari adulti in una caserma, perché il risalto mediatico dato all'evento sarà maggiore. Per questi motivi il terrorismo propriamente detto è un fenomeno caratteristico specialmente del XX secolo, il primo periodo storico in cui l'umanità dispone di media in senso stretto.
Un movimento terroristico che ha successo e che miri al coinvolgimento di larghi strati della popolazione può effettivamente portare a una resistenza armata e/o alla costituzione di un esercito guerrigliero, nel qual caso tattica e strategia cambiano per adattarsi a uno scontro più aperto. Anche la politica del movimento subisce delle modifiche, diventando meno idealistica e più concreta, mirata a risolvere con la violenza determinate tensioni presenti nella politica di un dato paese.

### Precondizioni ed effetti sulla società

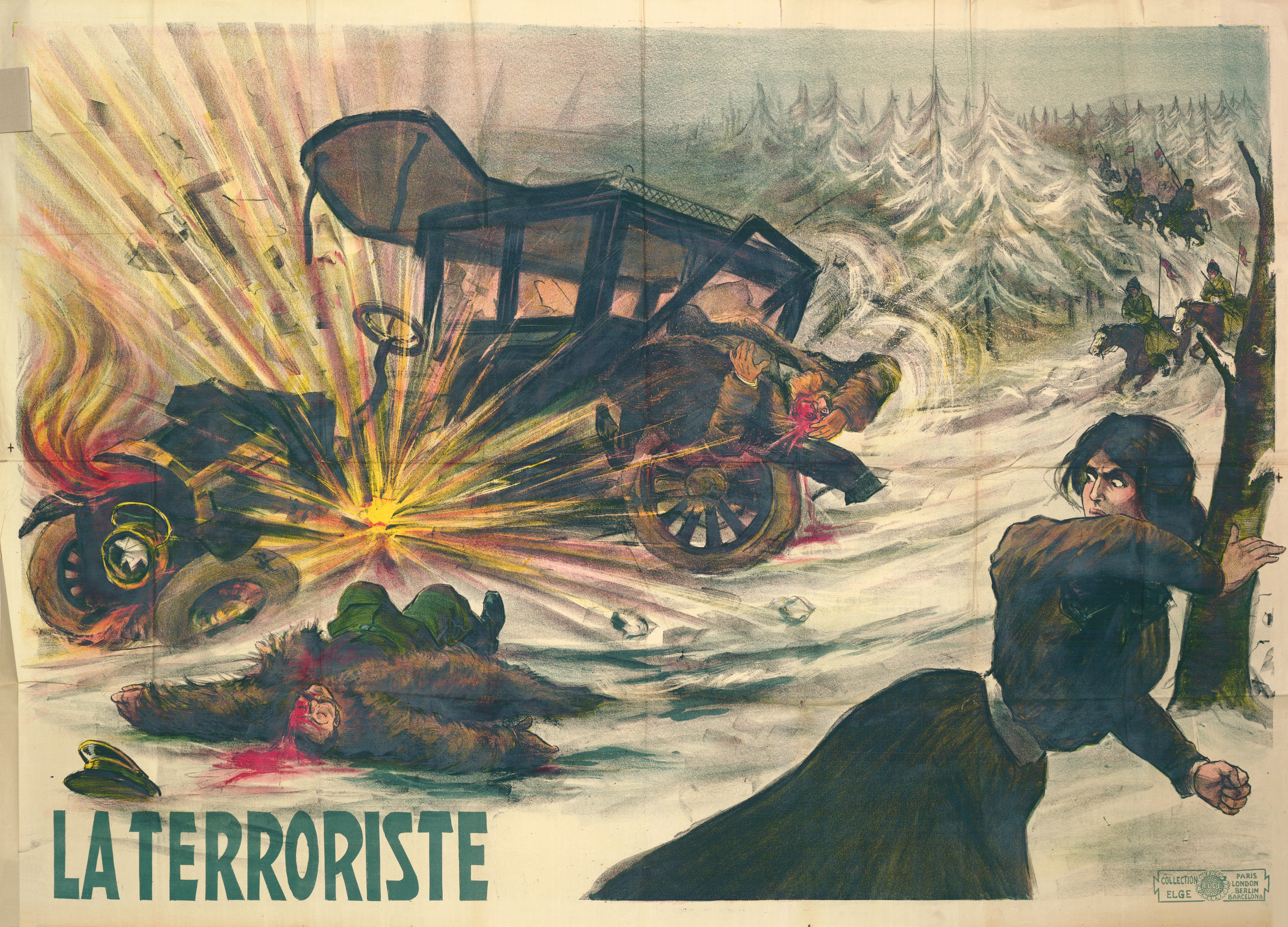
La Terroriste, un poster del 1910 raffigurante una donna membro dell'Organizzazione di combattimento del Partito socialista polacco che lancia una bomba contro l'auto di un ufficiale russo.

Gli attentati terroristici, in particolare quando di notevole gravità e risonanza, generano spesso una reazione da parte dell'ordine costituito altrettanto dura: nessun gruppo terroristico può sopravvivere alle sue prime azioni se non ha uno strato sociale o un'area geografica in cui nascondersi e trovare appoggi, finanziamenti, materiali, informazioni. Quindi, affinché un gruppo terroristico nasca e sopravviva, è necessario che esista uno strato di popolazione ben definito e (a ragione o a torto) profondamente scontento, tanto da non escludere il ricorso alla violenza come mezzo per far valere le proprie istanze. Parallelamente, la strategia più efficace a disposizione delle forze dell'ordine contro il terrorismo è proprio quella di staccare il movimento terroristico dal loro gruppo sociale di origine, facendo in modo che vengano rifiutati dalle stesse persone che i terroristi pensano di aiutare.
Alla strategia del terrore, i governi dal canto loro reagiscono in genere emanando leggi speciali che, in forza dell'emergenza, limitano alcuni diritti dei cittadini anche in modo molto rilevante e con sensibili deviazioni dall'ideologia democratica. Lo furono, per esempio, le leggi speciali americane sugli interstate riots degli anni settanta, contro il Black Power e il movimento delle Pantere Nere, e anche le leggi speciali varate dopo l'attentato alle Twin Towers dell'11 settembre 2001, con la creazione del campo di prigionia di Guantánamo e tutta una serie di limitazioni alla privacy degli americani. Anche le leggi italiane contro il terrorismo emanate negli anni settanta e ottanta sono parzialmente contrarie alla Costituzione italiana, e furono ammesse dalla corte costituzionale solo in virtù dello stato di necessità allora vigente.

## L'utilizzo bellico
Roger Trinquier, nella sua opera La Guerre moderne del 1961, in proposito scrisse:
Negli scenari delle operazioni militari e nei teatri di guerra contemporanei, soprattutto dopo la seconda guerra mondiale, tattiche del tipo sono state usate da e contro le forze militari e civili dispiegate sul campo, anche a scopo di monitoraggio e controllo.
Il diritto umanitario «proibisce esplicitamente certe
tattiche terroristiche che possono emergere durante
un conflitto armato (per es. attacchi contro civili,
“perfidia”, fingere di essere un civile mentre si partecipa
ai combattimenti), ma anche gli “atti di terrorismo”.
La quarta Convenzione di Ginevra dichiara che “le
sanzioni collettive e in maniera simile tutte le misure
intimidatorie o terroristiche sono proibite”, mentre il
Protocollo aggiuntivo II proibisce gli “atti di terrorismo”
a danno di quanti non prendono parte o hanno smesso
di prendere parte alle ostilità. Inoltre, i Protocolli
aggiuntivi I e II proibiscono gli atti volti a spargere il
terrore tra la popolazione civile (quali le campagne
di bombardamento di aree urbane o gli attacchi di cecchini)».

## Le definizioni legislative nel mondo
- La Costituzione Italiana non dà una definizione di terrorismo, limitandosi a specificare nell'articolo 17, primo comma, che "I cittadini hanno diritto di riunirsi pacificamente e senz'armi"; il secondo comma dell'articolo 18 stabilisce che "Sono proibite le associazioni segrete e quelle che perseguono, anche indirettamente, scopi politici mediante organizzazioni di carattere militare". L'art. 270-sexies del codice penale recita: "Sono considerate con finalità di terrorismo le condotte che, per la loro natura o contesto, possono arrecare grave danno ad un Paese o ad un'organizzazione internazionale e sono compiute allo scopo di intimidire la popolazione o costringere i poteri pubblici o un'organizzazione internazionale a compiere o astenersi dal compiere un qualsiasi atto o destabilizzare o distruggere le strutture politiche fondamentali, costituzionali, economiche e sociali di un Paese o di un'organizzazione internazionale, nonché le altre condotte definite terroristiche o commesse con finalità di terrorismo da convenzioni o altre norme di diritto internazionale vincolanti per l'Italia".
- Secondo il Codice degli Stati Uniti, il terrorismo “è l'uso illecito della forza e della violenza contro persone o beni, al fine di intimidire o influenzare i governi o la popolazione civile”.
- Secondo la Legge contro il terrorismo approvata in Gran Bretagna nel 2000, l'attentato terroristico è "un'azione o la minaccia di un'azione, che comprende gravi forme di violenza contro persone e beni, mette in pericolo la vita dell'individuo e rappresenta una grave minaccia per l'incolumità e la sicurezza della comunità o una parte di essa".